# L'estudiant d'intercanvi
L'estudiant d'intercanvi (també conegut com a The Exchange) és una pel·lícula de comèdia dramàtica de 2021 coproduïda internacionalment i dirigida per Dan Mazer a partir d'un guió de Tim Long. És protagonitzada per Ed Oxenbould, Avan Jogia i Justin Hartley. La pel·lícula segueix els esdeveniments desencadenats per l'estudiant marginat Tim Long, que entra a un programa d'intercanvi amb l'esperança d'aconseguir un sofisticat esperit familiar a França, però en lloc d'això acaba amb més del que esperava quan l'extravertit Stéphane apareix a la seva tranquil·la ciutat canadenca. Es va estrenar als Estats Units i al Canadà el 30 de juliol de 2021. S'ha doblat i subtitulat al català.

## Repartiment
- Ed Oxenbould com a Tim
- Avan Jogia com Stéphane
- Justin Hartley com a Gary Rothbauer
- Jennifer Irwin com a Sheila
- Paul Braunstein com a Glenn
- Jayli Wolf com a Brenda
- Melanie Leishman com a Diane